# Hirtshals
Hirtshals est une commune de la région du Jutland du Nord sur la côte nord de l'île de Vendsyssel-Thy du Jutland. La commune couvre 196 km² et a une population totale de 14 088 habitants (2005). Son maire est Knud Størup.

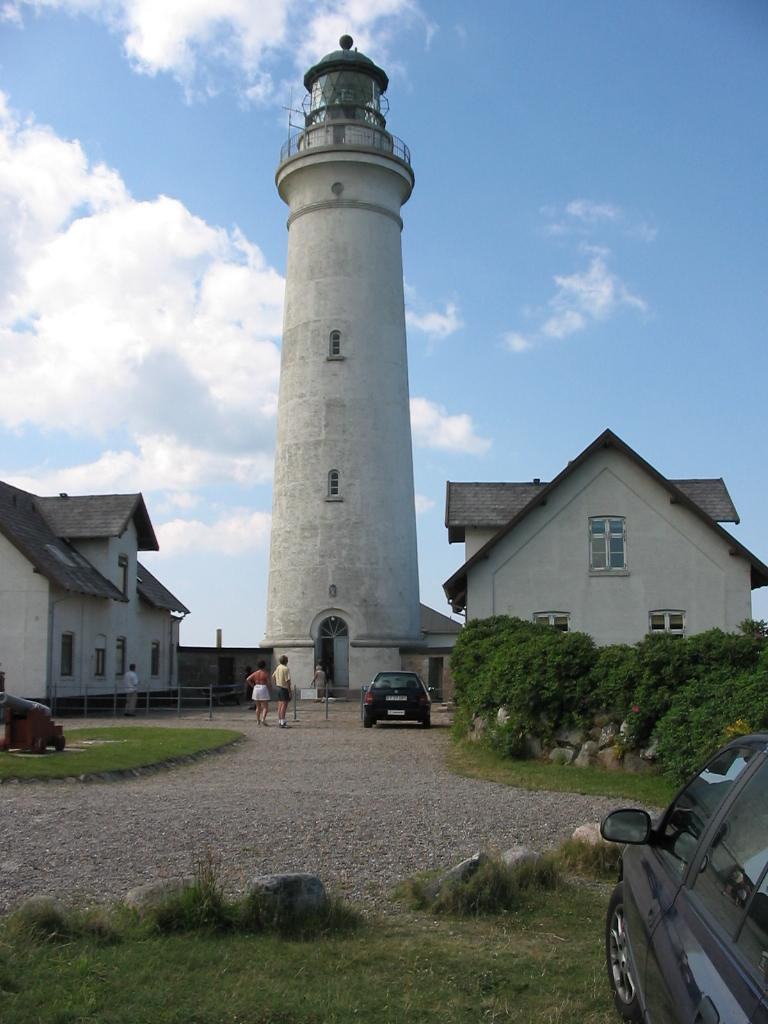
Phare à Hirtshals.
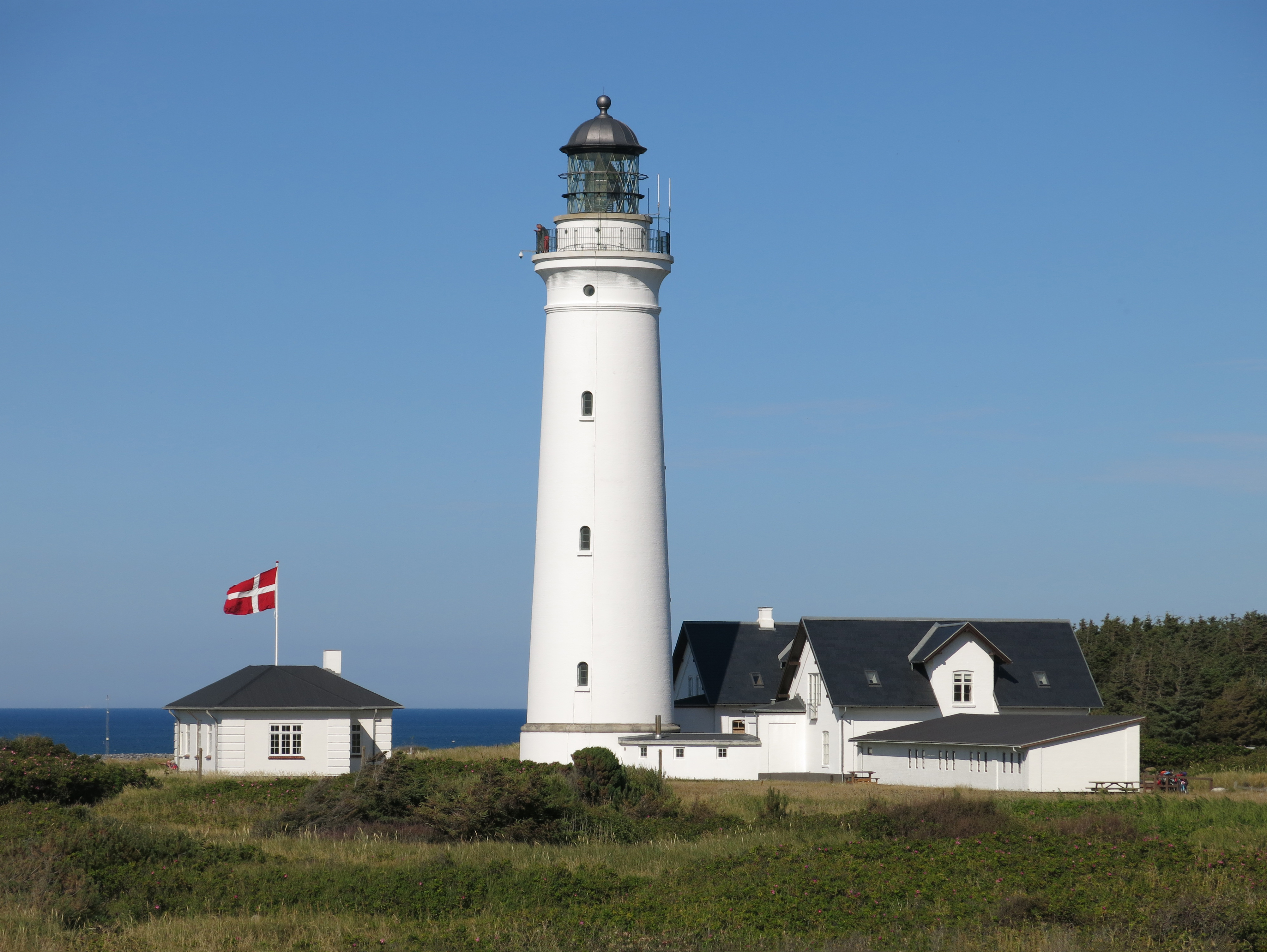
Le phare.
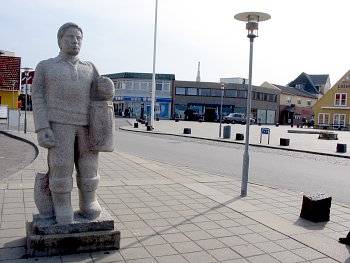
Hirtshals

La ville principale et le site du conseil municipal est la ville d'Hirtshals.
Les communes environnantes sont Skagen à l'est et au nord-est, Hjørring et Sindal au sud. À l'ouest se trouve la baie Jammer (Jammerbugten), et au nord la baie Tannis (Tannis Bugt). Au-delà se trouve le Skagerrak.
Le 1er janvier 2007, la commune d'Hirtshals fusionne avec celles de Hjørring, Løkken-Vrå et Sindal pour former une plus grande commune de Hjørring. Cette fusion est due à la réforme des communes de 2007 - Kommunalreformen. La nouvelle commune a une aire de 92 km2 et une population totale d'environ 67 816 habitants. La nouvelle commune appartient à la région du Jutland du Nord et Hjørring est la plus grande commune sur Vendsyssel.

## La ville d'Hirtshals
La ville d'Hirtshals a une population de 6 665 habitants (2004). Située sur la Mer du Nord, elle est particulièrement connue pour la pêche et son port pour les ferrys.
On y trouve le musée de la Mer du Nord, une des plus grosses attractions touristiques du Danemark. Le musée a l'un des plus gros aquariums d'Europe. Il a été construit en 1984 puis étendu en 1998 avec un océanarium, un aquarium de 4,5 millions de litres d'eau.
Le phare de 35 mètres de haut, Hirtshals fyr est un point de repère local. Sa construction a commencé le 28 juin 1860 et il a été allumé pour la première fois le 1er janvier 1863.
La pêche et le tourisme jouent un grand rôle pour l'économie locale.
Hirtshals est la base danoise de la compagnie norvégienne de ferrys Color Line. Chaque année des milliers de touristes norvégiens et allemands voyagent entre Hirtshals et les villes norvégiennes Oslo, Kristiansand et Larvik. Les boutiques d'Hirtshals prospèrent grâce à l'afflux de touristes norvégiens qui font régulièrement des achats tout au long de l'année dans la petite ville.